# 丰乐河 (练江)
丰乐河，又称丰乐水，是钱塘江上游干流新安江支流练江的主要支流之一，发源于中國安徽省黄山市黄山剪刀峰，全長78.3公里，宽57—89米，流域面積514平方千米。上游正源浮溪、西源阮溪、东源漕溪在洽舍汇入丰乐湖，再流经西溪南、潜口、岩寺、郑村等村镇，东流至歙县县城与富资河、布射河、扬之河三水汇合，称为练江。
支流：
- 潨川河
- 煤岭河
- 唐模河
- 灵金河